# Patinação artística nos Jogos Olímpicos de Verão de 1908 - Individual masculino
A competição individual masculina da patinação artística nos Jogos Olímpicos de Verão de 1908 foi disputado entre 9 patinadores.

## Medalhistas
| Ouro   | SWE Ulrich Salchow    |
| Prata  | SWE Richard Johansson |
| Bronze | SWE Per Thorén        |

## Resultados
| #                 | Nome              | País               | Pontos |
| ----------------- | ----------------- | ------------------ | ------ |
| Medalha de ouro   | Ulrich Salchow    | SWE Suécia         | 377.3  |
| Medalha de prata  | Richard Johansson | SWE Suécia         | 365.2  |
| Medalha de bronze | Per Thorén        | SWE Suécia         | 357.4  |
| 4                 | John Greig        | GBR Grã-Bretanha   | 310.9  |
| 5                 | Albert March      | GBR Grã-Bretanha   | 232.0  |
| 6                 | Irving Brokaw     | USA Estados Unidos | 232.0  |
| 7                 | Horatio Torromé   | ARG Argentina      | 228.9  |
| —                 | Nikolai Panin     | RUS Rússia         | DNF    |
| —                 | Herbert Yglesias  | GBR Grã-Bretanha   | DNF    |

Legenda
| Recorde mundial      | Recorde mundial (World record)               |                       | Recorde africano                      | Recorde africano (African) |                                           | Q | Classificado por posição (Qualified) |
| Recorde olímpico     | Recorde olímpico (Olympic record)            | Recorde da América    | Recorde da América (Americas)         | q                          | Classificado por melhor tempo (Qualified) |   |                                      |
| Melhor marca do ano  | Melhor marca do ano (World leading)          | Recorde asiático      | Recorde asiático (Asian)              | DNS                        | Não largou (Did not start)                |   |                                      |
| Recorde nacional     | Recorde nacional (National record)           | Recorde europeu       | Recorde europeu (European)            | DNF                        | Não terminou (Did not finish)             |   |                                      |
| Recorde pessoal      | Recorde pessoal do atleta (Personal best)    | Recorde da Oceania    | Recorde da Oceania (Oceania)          | DSQ / DQ                   | Desclassificado (Disqualified)            |   |                                      |
| Recorde da temporada | Recorde da temporada do atleta (Season best) | Recorde sul-americano | Recorde sul-americano (South America) | NM                         | Sem marca (No mark)                       |   |                                      |